# Josep Sagrera i Corominas
Josep Sagrera i Corominas (Palafrugell, 1882 – Barcelona, 27 de gener de 1934) fou un mestre i polític català, nebot d'Eusebi Corominas i Cornell, membre del Partit Republicà Democràtic Federal i president del diari La Publicidad de Barcelona.

## Biografia
Es llicencià en Magisteri per l'Escola Normal de Girona i en Dret per la Universitat de Barcelona.
Molt actiu en l'àmbit de l'ensenyament, fou director des de 1899 de l'Acadèmia Palafrugellense i el 1923 president de la delegació de Palafrugell de l'Associació Protectora de l'Ensenyança Catalana. En aquests anys l'Acadèmia es va caracteritzar pel bon tracte als alumnes, l'estudi de les matemàtiques, el catalanisme i el laïcisme.
Les seves activitats catalanistes provocaren el seu empresonament durant la dictadura de Primo de Rivera. El 1931 seria president del Centre Fraternal de Palafrugell, adherit aleshores a Esquerra Republicana de Catalunya, partit amb el qual fou escollit alcalde de Palafrugell entre 1931 i 1934 i diputat per la província de Girona a les eleccions generals espanyoles de 1933. Va morir uns mesos després d'ocupar l'acta de diputat.
El seu enterrament es recorda com una de les manifestacions de dol més grans a la vila de Palafrugell. S'ha donat el nom de Mestre Sagrera al premi d'investigació local per a escolars que convoca anualment l'Ajuntament de Palafrugell i a un carrer.